# Mandarin Phonetic Symbols II
Mandarin Phonetic Symbols II (Jùyīn fúhaù dì-èr shr̀; chin. trad. 注音符號第二式, chin. upr. 注音符号第二式, pinyin Zhùyīn fúhào dì’èr shì), w skrócie MPS 2, MPS II – system transkrypcji języka mandaryńskiego obowiązujący na Tajwanie w latach 1986–2002.
System MPS II został opracowany przez grupę ekspertów na polecenie tajwańskiego ministerstwa edukacji i oficjalnie zaprezentowany 10 maja 1984 roku. Jego celem było zastąpienie systemu Gwoyeu Romatzyh, który ze względu na swój znaczny stopień skomplikowania w praktyce nie był używany do latynizacji języka chińskiego. 28 stycznia 1986 roku został zaadaptowany przez rząd tajwański jako oficjalny system romanizacji.
Sposób zapisu bazowych nagłosów i końcówek w MPS II pozostał taki sam w systemie Gwoyeu Romantzyh, dokonano jednak pewnych rewizji w oparciu o systemy Wade-Gilesa i Yale (m.in. zapis końcówki -ong jako -ung); zrezygnowano również ze skomplikowanego zapisu tonów, wprowadzając do ich oznaczenia znaki diakrytyczne.
Pomimo zatwierdzenia jako oficjalny system romanizacji, MPS II w praktyce nie funkcjonował w przestrzeni publicznej – mimo że używano go do nauki wymowy w szkołach, nie był stosowany poza granicami Tajwanu, zaś nazwy miejscowe na wyspie zapisywane były w zmodyfikowanej transkrypcji Wade-Gilesa. 
W 2002 roku MPS II został zastąpiony kontrowersyjnym systemem tongyong pinyin, a ten z kolei w 2008 roku powszechnie stosowanym na świecie hanyu pinyin.